# حملة ربيع عام 1945 في إيطاليا
حملة ربيع عام 1945 في إيطاليا هي آخر الحملات التي قامت بها قوات الحلفاء في إيطاليا في الحرب العالمية الثانية ما بين 9 أبريل إلى 2 مايو 1945 بغرض الاستيلاء على ما تبقى من أراضيها في يد القوات الألمانية، وانتهت بالاستسلام النهائي للقوات الألمانية في إيطاليا.

## خلفية
شنّ الحلفاء آخر هجوم كبير لهم على الخط القوطي في أغسطس 1944، حيث هاجم الجيش البريطاني الثامن (الفريق أوليفر ليس) السهل الساحلي للبحر الأدرياتيكي والجيش الأمريكي الخامس (الفريق مارك كلارك) عبر جبال الأبينيني الوسطى. على الرغم من تمكنهم من اختراق دفاعات الخط القوطي الهائلة، لكن الحلفاء فشلوا بصعوبة في اقتحام وادي بو قبل أن يجعل الطقس الشتوي مزيدًا من التقدم مستحيلًا. أمضت التشكيلات الأمامية للحلفاء بقية فصل الشتاء في ظروف قاسية للغاية في حين جرى التحضير لهجوم الربيع في عام 1945.

### تغييرات القيادة
عندما توفي المشير الميداني السير جون ديل، رئيس البعثة البريطانية في واشنطن العاصمة في 5 نوفمبر، عُين المشير الميداني السير هنري ميتلاند ويلسون بديلًا له. حل الجنرال هارولد ألكسندر، بعد ترقيته إلى مشير ميداني، محل ويلسون كقائد أعلى لحلفاء البحر الأبيض المتوسط في 12 ديسمبر. خلف كلارك ألسكندر كقائد لقوات الحلفاء في إيطاليا (أعيدت تسميتها بمجموعة الجيش الخامس عشر) ولكن دون ترقيته. عاد الفريق لوشين تراسكات قائد الفيلق السادس الأمريكي من معركة أنسيو والاستيلاء على روما إلى الألزاس، وبعد أن نزل في جنوب فرنسا خلال عملية دراغون، عاد إلى إيطاليا لتولي قيادة الجيش الخامس.
في 23 مارس عُين ألبرت كسلرنغ القائد الأعلى لقوات المجموعة الغربية المسلحة، ليحل محل فيلد مارشال غيرد فون رونتشتيت. عاد هاينريش فون فيتينغهوف من بحر البلطيق لتولي المسؤولية من كسلرنغ وتراوغت هير، وتولى القائد ذو الخبرة في الفيلق المدرع 76 قيادة الجيش العاشر. عاد يواكيم ليملسن، الذي قاد مؤقتًا الجيش العاشر، إلى قيادة الجيش الرابع عشر.

### أوامر المعركة
استمر عجز القوى العاملة المتحالفة، في أكتوبر 1944 أرسِلت فرقة المشاة الهندية الرابعة إلى اليونان، وتبعتها فرقة المشاة الرابعة البريطانية في نوفمبر، مع اللواء 139 من فرقة المشاة 46 البريطانية. وتبعتهم بقية الفرقة في ديسمبر مع لواء الجبل اليوناني الثالث. في أوائل يناير 1945 أرسِلت فرقة المشاة البريطانية الأولى إلى فلسطين، وفي نهاية الشهر أمِر الفيلق الكندي الأول وفرقة المشاة الخامسة البريطانية بالتوجه إلى شمال غرب أوروبا، فتحول الجيش الثامن، الذي قاده الفريق ريتشارد مكريري، إلى سبعة فرق. كان من المقرر أن تتبعهم فرقتان بريطانيتان أخريان إلى شمال غرب أوروبا لكن ألكسندر تمكن من إبقائهم في إيطاليا.
عُزز الجيش الأمريكي الخامس بين سبتمبر ونوفمبر 1944 بالفرقة البرازيلية الأولى وفي يناير 1945 مع الفرقة الجبلية العاشرة الأمريكية المتخصصة. بلغت قوة الحلفاء 17 فرقة وثمانية ألوية مستقلة (بما في ذلك أربع مجموعات إيطالية من المتطوعين من الجيش الإيطالي المشترك، جهزهم البريطانيون ودربوهم)، أي ما يعادل أقل من 20 فرقة بقليل. كان قوام المجموعة الخامسة عشر من الجيش 1,334,000 رجل، وكان لدى الجيش الثامن قوة فعالة من 632,980 رجل والجيش الخامس 266,883.
كان لدى المحور 21 فرقة ألمانية من الفرق الأكثر ضعفًا وأربعة فرق للجيش الجمهوري الوطني الإيطالي بنحو 349,000 جندي ألماني و45,000 جندي إيطالي في 9 أبريل. كان هناك 91,000 جندي ألماني آخر على قنوات الاتصال وقاد الألمان نحو 100,000 من الشرطة الإيطالية. خُصصت ثلاثة من الفرق الإيطالية للجيش الليغوري بقيادة رودولفو غراتسياني الذي حرس الجناح الغربي المواجه لفرنسا، وبقيت الفرقة الرابعة للجيش الرابع عشر، في قطاع اعتقِد أنه أقل عرضة للهجوم.